# Jordkrypning

Illustration av jordkrypning.

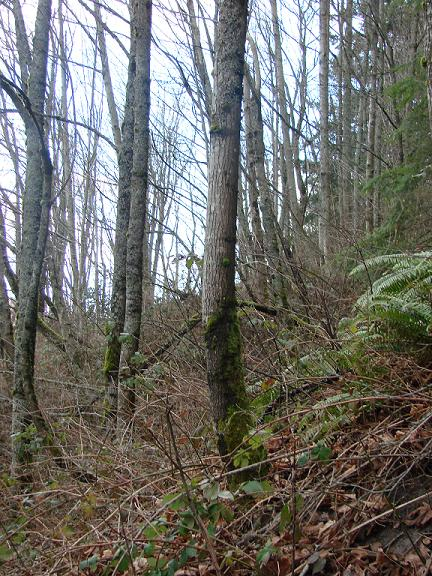
Böjda trädstammar.

Jordkrypning eller creep (efter engelskans soil creep) är en mycket långsam variant av massrörelse, erosion, även om effekterna av processen kan bli nog så märkbara. En speciell typ av jordkrypning är jordflytning som främst förekommer i områden med permafrost.
Jordkrypning förekommer i sluttningar där det övre marklagret omväxlande utvidgas och krymper. Dessa förändringar i markens volym orsakas av att marken fryser i områden där temperaturen växlar mellan minus- och plusgrader. När marken expanderar i sitt frysta tillstånd pressas jordlagret uppåt vinkelrätt mot sluttningen, när sedan marken töar och krymper så faller jordlagret lodrätt ner och har därmed förflyttat sig en liten sträcka. Generellt sett bidrar större lutning till desto större förflyttning. Denna process kan sedan upprepas var gång marken utvidgas och till dess att materialet nått sluttningens nederkant. Fenomenet kan även uppkomma då marken mättas med vatten och sedan torkar ut. Lutande staket och telefonstolpar samt böjda trädstammar är alla tecken på jordkrypning.